# Iàkov Polonski

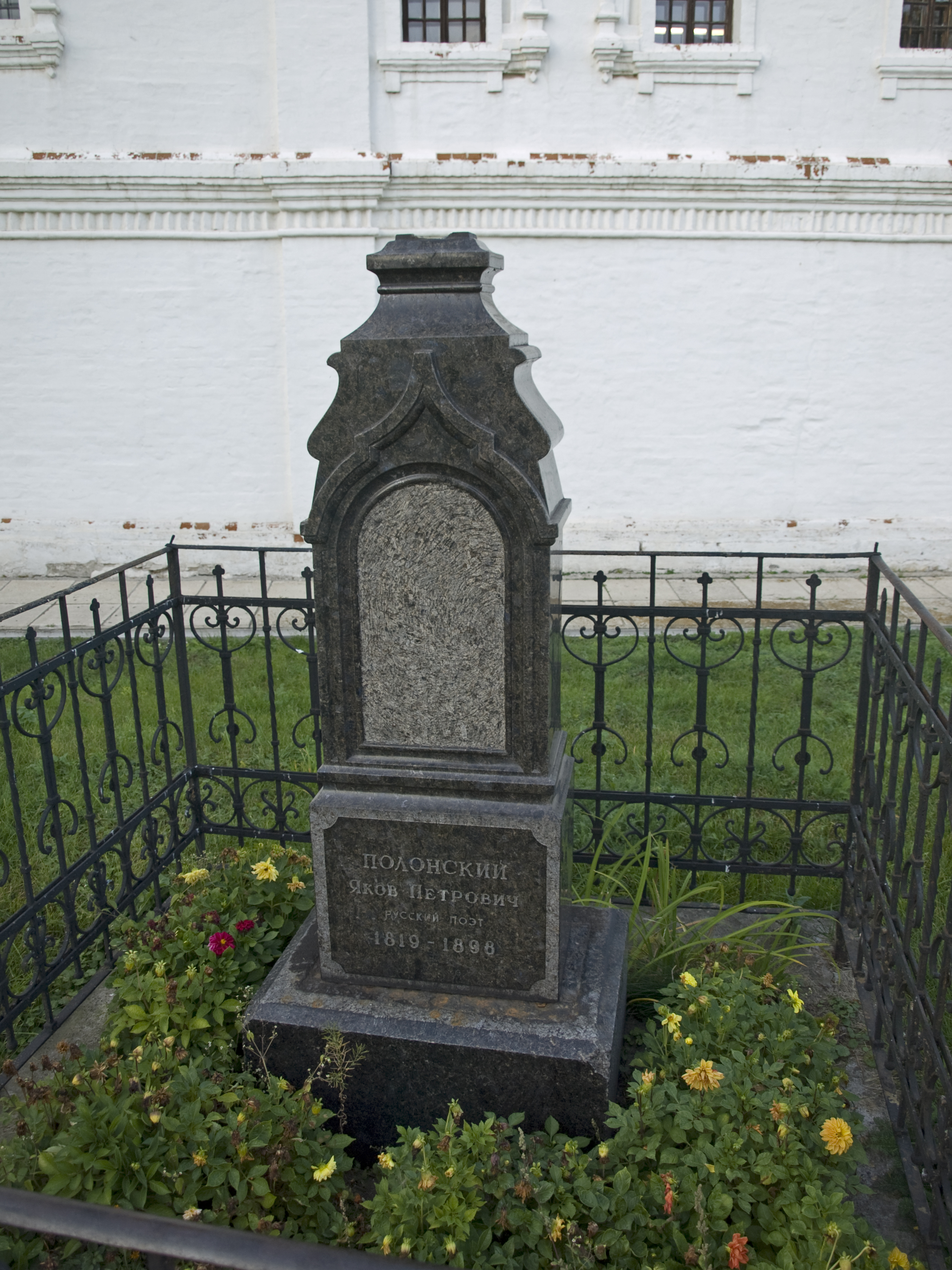
La tomba de Polonski al Kremlin de Riazan.

Iàkov Petróvitx Polonski (rus: Яков Петрович Полонский, 18 de desembre [C.J. 6 de desembre] de 1819 - 30 d'octubre [C.J. 18 d'octubre] de 1898) fou un destacat poeta puixkinista que va intentar mantenir les tradicions de decadència de la poesia romàntica russa durant l'apogeu de la prosa realista.
De naixement noble, Polonski va assistir a la Universitat de Moscou, on es va fer amic d'Apol·lon Grigóriev i Afanassi Fet. Els tres joves i prometedors poetes van escriure poemes agradables i elegants, on emulaven Puixkin i Mikhaïl Lérmontov. Polonski es va graduar a la universitat el 1844, i va publicar la seva primera col·lecció de poemes el mateix any. La poesia primerenca de Polonski és generalment considerada com la millor; un dels seus primers poemes publicats va ser fins i tot copiat per Nikolai Gógol al seu bloc de notes.
A diferència d'altres poetes russos, Polonski no pertanyia a una família acomodada. Per tal de mantenir la seva família, es va unir a l'oficina del Príncep Vorontsov, primer a Odessa i llavors (1846–51) a Tiflis. L'espectacularitat de la costa del Mar Negre va enfortir la seva predilecció pel romanticisme. Polonski va centrar la seva atenció en els temes del Caucas i les descripcions de la naturalesa exuberant, tractada d'una manera que recorda Lérmontov (tot i que també va escriure paròdies dels seus poemes). Va recórrer especialment a escenes nocturnes; de fet, un dels seus poemes més coneguts es diu Nit gregoriana. Els poemes georgians de Polonski es distingeixen per una rara musicalitat per al seu temps. Dmitri Mirski l'anomena "el més romàntic dels eclecticistes de mitjan segle", tot i que no deixava de lluitar amb el romanticisme.
A la col·lecció "Sazandar" (1849) va recrear l'esperit i la vida dels pobles del Caucas. La seva epístola en vers a Lev Puixkin (el germà del poeta), conegut com Un passeig per Tiflis (1846), va ser escrit amb més atenció als detalls realistes. El 1851, Polonski es va traslladar a Sant Petersburg, on va ser convidat a editar la revista literària Rússkoie slovo ("La paraula russa"). Aviat va renunciar a les activitats periodístiques i va continuar la seva carrera al Comitè de Censura Exterior de la Direcció General de Premsa de l'Imperi Rus (1860-1896). Durant aquest període, Polonski s'aventuraria cada cop més en temes socials, sense produir res de valor durador. Va ser l'últim il·lustrat de la dècada de 1840 encara actiu a Sant Petersburg dels anys 1890, i va mantenir correspondència amb escriptors més joves com Anton Txékhov. Va morir a Sant Petersburg a l'edat de 78 anys i va ser enterrat a la seva ciutat natal de Riazan.
Tot i que Polonski fou altament considerat en el seu moment, la seva reputació ha estat en previsible declivi durant l'últim segle i mig. Les seves peces més populars són cançons líriques, especialment La campana del trineu rus: Колокольчик (1854), "en què el so d'una campana de trineu evoca un estat de somni i imatges d'un amor perdut". No és sorprenent que molts dels seus poemes fossin musicats per compositors russos com Aleksandr Dargomijski, Piotr Ilitx Txaikovski, Ígor Stravinski, Serguei Rakhmàninov, Serguei Tanéiev, i Anton Rubinstein. També va proporcionar el llibret de "Vakula el ferrer" rus: Кузнец Вакула Kuznets Vakula, basat en una obra de Gògol, destinat a Aleksandr Serov, que va morir el 1871 deixant només fragments d'una òpera sobre el tema. Txaikovski va compondre l'òpera entre juny i el 21 d'agost de 1874. Tanmateix, insatisfet amb el resultat, refaria posteriorment l'obra com a Txerevitxki

## Traduccions al català
- Poesia russa. Antologia / Vidal, Helena (Ed., Trad., Pr.) ; Desclot, Miquel (Ed., Trad.) Barcelona : Edicions 62: 1983 ISBN 8429720774